# John Bush (regisseur)
John Bush is een Amerikaanse filmregisseur -producer en -schrijver van boeddhistische en Tibetaanse documentairefilms. 

## Filmografie
John Bush is regisseur en producer van The Yatra Trilogy: Prajna Earth - Journey Into Sacred Nature. Tot deze trilogie behoren:
- Dharma River (2001)
- Prajna Earth (2004)
- Vajra Sky Over Tibet (2006)

- Library of Congress Control Number: no2007157958
- Virtual International Authority File: 9641676
- WorldCat: E39PBJwD3v3yPyBqhvGH6JDwmd